# Рада громадського контролю НАБУ
Рада громадського контролю при НАБУ (РГК НАБУ) — незалежний цивільний орган, який було створено для контролю за діяльністю Національного антикорупційного бюро та посилення комунікації із суспільством.

## Історія створення
14 жовтня 2014 року Президент підписав Закон «Про Національне антикорупційне бюро України», яким передбачено утворення РГК 
«з метою забезпечення прозорості та цивільного контролю за діяльністю при Національному бюро».
У травні 2015 року Петро Порошенко затверджує Положення про діяльність РГК.
5 червня 2015 року відбулося рейтингове інтернет-голосування, на якому обирають перший склад Ради.
Очолив РГК Віталій Шабунін, голова Центру протидії корупції.
У червні 2016 новим керівником Ради став представник Автомайдану Олексій Гриценко. У 2017-му — адвокат Роман Маселко (Автомайдан).

### Завдання РГК
Положення про Раду громадського контролю визначає такі основні завдання РГК:
- заслуховує інформацію про діяльність, виконання планів і завдань Національного бюро;
- розглядає звіти Національного бюро і затверджує свій висновок щодо них;
- обирає з її членів двох представників, які входять до складу Дисциплінарної комісії Національного бюро;
- має інші права, передбачені Положенням про Раду громадського контролю.

### Про конкурс
Рада громадського контролю формується на засадах відкритого та прозорого конкурсу — шляхом Інтернет-голосування на сайті НАБУ, яке триває 12 годин. Потім за рейтинговою системою відбирають перші 15 переможців, які і стають членами РГК.
«З метою запобігання повторного голосування, охочим взяти участь в рейтинговому Інтернет-голосуванні необхідно буде підтвердити адресу своєї електронної пошти та номер мобільного телефону (українського GSM оператора). На проходження перевірок і обрання кандидатів відводиться 15 хв хвилин. Якщо Ви не встигли проголосувати — спробу можна повторити за 5 хвилин.» — ідеться на сайті НАБУ.
Подати кандидатуру можуть лише громадські об'єднання, статутна діяльність яких пов'язана із запобіганням та протидією корупції.
Серед необхідних документів, зокрема — декларація, автобіографія і мотиваційний лист претендента, а також низка документів самої ГО.
Законом передбачено, що до складу РГК не можуть потрапити держслужбовці, екс-працівники НАБУ та інших правоохоронних органів (які перебували в системі упродовж попередніх двох років), їхні родичі.
На першому засіданні учасники РГК обирають простою більшістю голосів голову Ради громадського контролю і за пропозицією голови — секретаря.
Усі члени Ради громадського контролю беруть участь у її роботі на громадських засадах і на безоплатній основі.

### Члени РГК

#### Склад РГК (2015—2016)
Інтернет-голосування відбулося 5 червня 2015 року.
| Місце | Ім'я                             | Організація                                  | Кількість голосів |
| 1     | Бігус Денис Станіславович        | ГО «Наші гроші»                              | 8682              |
| 2     | Шабунін Віталій Вікторович       | ГО «Центр протидії корупції»                 | 8376              |
| 3     | Кисіль Аліса Олександрівна       | ГО «Наші гроші»                              | 6361              |
| 4     | Устінова Олександра Юріївна      | «Центр протидії корупції»                    | 6324              |
| 5     | Чаплинський Дмитро Олександрович | ГО «Наші гроші»                              | 6272              |
| 6     | Каленюк Дар'я Миколаївна         | «Центр протидії корупції»                    | 6226              |
| 7     | Гриценко Олексій Анатолійович    | ВО «Автомайдан»                              | 5283              |
| 8     | Шерембей Дмитро Олегович         | «Трансперенсі Інтернешнл Україна»            | 5139              |
| 9     | Хмара Олексій Сергійович         | «Трансперенсі Інтернешнл Україна»            | 5004              |
| 10    | Марусов Андрій Юрійович          | «Трансперенсі Інтернешнл Україна»            | 4829              |
| 11    | Гуменюк Олександр Володимирович  | ГО «Громадянська служба „Свідомо“»           | 4539              |
| 12    | Опанасенко Максим Володимирович  | ГО «Громадянська служба „Свідомо“»           | 4195              |
| 13    | Юрчишин Ярослав Романович        | ГО «Громадянська служба „Свідомо“»           | 3911              |
| 14    | Маселко Роман Анатолійович       | ВО «Автомайдан»                              | 3820              |
| 15    | Гула Сергій Євгенович            | «Ні хабарництву! Я не даю і не беру хабарів» | 3592              |

#### Склад РГК (2016—2017)
2 червня 2016 відбулось інтернет-голосовання за новий склад РКГ.
| Місце | Ім'я                                   | Організація                            | Кількість голосів |
| 1     | Гриценко Олексій Анатолійович (голова) | ВО «Автомайдан»                        | 2359              |
| 2     | Гусев Костянтин Олександрович          | ГО «Народна Україна»                   | 2273              |
| 3     | Гладкова Дар'я Вікторівна              | ГО «Народна Україна»                   | 2182              |
| 4     | Бочкала Роман Олександрович            | ГО «Стоп корупція»                     | 2121              |
| 5     | Бурдюг Олена Миколаївна                | ГО «Народна Україна»                   | 2115              |
| 6     | Маселко Роман Анатолійович             | ВО «Автомайдан»                        | 2054              |
| 7     | Черняк Євген Олександрович (секретар)  | ГО «Трансперенсі Інтернешнл Україна»   | 2042              |
| 8     | Василів Ігор Володимирович             | ВО «Автомайдан»                        | 1780              |
| 9     | Грушовець Євген Анатолійович           | ВГО «Асоціація правників України»      | 1533              |
| 10    | Гребенюк Сергій Олександрович          | ВГО «Асоціація правників України»      | 1515              |
| 11    | Юрченко Алла Валеріївна                | ГО «Офіс Регіонального розвитку»       | 1164              |
| 12    | Бондарчук Ігор Борисович               | ГО «Право на допомогу»                 | 1140              |
| 13    | Рисенко Володимир Миколайович          | ГО «Харківський Антикорупційний центр» | 1122              |
| 14    | Золотих Дмитро Володимирович           | ГО «СТОП Нелегал»                      | 1078              |
| 15    | Первак Назар Михайлович                | ГО «ВО „Антикорупційний блокпост“»     | 1077              |

Повноваження п'ятьох членів достроково припинені. У зв'язку з цим 4 серпня 2016 відбулись довибори до РГК.
1. Артем Романюков, ГО «Платформа Громадський контроль».
2. Галина Янченко, ГО «Антикорупційний штаб».
3. Олександр Гуменюк, ГО «Слідство ІНФО».
4. Олександр Боришкевич, ГО «Народний Рух».
5. Іван Гришин, ГО «Народний Рух».

(Замість Ігоря Бондарчука, Олени Бурдюг, Дар'ї Гладкової, Костянтина Гусева, Дмитра Золотих.)

#### Склад РГК (2017—2018)
1. Роман Маселко, ГО "Всеукраїнське об'єднання «Автомайдан», голова.
2. Галина Янченко, ГО «Антикорупційний штаб», секретар.
3. Роман Бочкала, ГО «Стоп корупції».[13]
4. Євген Грушовець, ВГО «Асоціація правників України».
5. Артем Лагутенко, ГО «Стоп корупції».[13]
6. Антон Марчук, ГО «Антикорупційний штаб».
7. Сергій Миткалик, ГО «Антикорупційний штаб».
8. Назар Первак, ГО "Всеукраїнське об'єднання «Антикорупційний блокпост».
9. Олександр Пересоляк, ГО «Ужгородська громадська рада».
10. Катерина Риженко, ГО Transparency International Україна.[14]
11. Володимир Рисенко, ГО «Харківський антикорупційний центр».
12. Артем Романюков, ГО "Платформа «Громадський контроль».
13. Віталій Устименко, ГО "Всеукраїнська об'єднання «Автомайдан».
14. Сергій Хаджинов, ГО "Всеукраїнська об'єднання «Автомайдан».
15. Алла Юрченко, ГО «Офіс регіонального розвитку».

23 травня 2018 року Рада громадського контролю НАБУ ІІІ скликання презентувала звіт про рік своєї роботи, де зокрема, розповіли про свою участь у конкурсних і дисциплінарній комісіях.
«За останній рік представники РГК взяли участь у 100 засіданнях і 900 співбесідах із кандидатами на різні посади, провели понад 430 додаткових ретельних перевірок кандидатів, особливо на найбільш відповідальні посади — детективи і керівники структурних підрозділів. Як результат, за цей період було відібрано 118 нових працівників у НАБУ».
Галина Янченко, секретар РГК НАБУ ІІІ скликання

#### Склад РГК (2018—2019)
30 травня 2018 року відбулося Інтернет-голосування за новий склад РГК НАБУ. Результати оприлюднено на сайті НАБУ, відповідно до Положення про Раду громадського контролю при НАБУ.
До складу РГК увійшли кандидати від восьми громадських об'єднань, четверо з 15 обраних кандидатів були членами РГК попереднього скликання: Віталій Устименко, Галина Янченко, Катерина Риженко, Артем Романюков.
Згідно з протоколами голосування, розміщеними на офіційному вебсайті НАБУ, в період з 09:00 до 21:00 було зареєстровано голоси 19 298 осіб.
| Місце | Ім'я                               | Організація                           | Кількість голосів |
| 1     | Діжечко Максим Володимирович       | ГО «Демократична Сокира Орди»         | 6856              |
| 2     | Локацька Тетяна Станіславівна      | ГО «Демократична Сокира Орди»         | 6543              |
| 3     | Мазур Анатолій Іванович            | ГО «Демократична Сокира Орди»         | 6190              |
| 4     | Козаченко Тетяна Анатоліївна       | ГО «Громадський люстраційний комітет» | 5543              |
| 5     | Дрік Олександра Миколаївна         | ГО «Громадський люстраційний комітет» | 4735              |
| 6     | Калинчук Анна Сергіївна (секретар) | ГО «Громадський люстраційний комітет» | 4545              |
| 7     | Боровик Андрій Петрович            | ГО «Трансперенсі Інтернешенл Україна» | 4438              |
| 8     | Риженко Катерина Геннадіївна       | ГО «Трансперенсі Інтернешенл Україна» | 4351              |
| 9     | Янченко Галина Ігорівна (голова)   | ГО «Антикорупційний штаб»             | 4165              |
| 10    | Устименко Віталій Миколайович      | ВО «Автомайдан»                       | 4162              |
| 11    | Лахтіонов Іван Валентинович        | ГО «Трансперенсі Інтернешенл Україна» | 4068              |
| 12    | Карась Євген Васильович            | ГО «СІЧ-С14»                          | 3969              |
| 13    | Пушак Олег Васильович              | ВО «Автомайдан»                       | 3799              |
| 14    | Симоненко Злата Віталіївна         | ГО «Асоціація правників України»      | 3768              |
| 15    | Романюков Артем Валерійович        | ГО «Платформа Громадський Контроль»   | 3675              |

#### Склад РГК (2019—2020)
30 травня 2019 року відбулося Інтернет-голосування.
| Місце | Ім'я                                   | Організація                           | Кількість голосів |
| 1     | Діжечко Максим Володимирович           | ГО «Демократична Сокира Орди»         | 16312             |
| 2     | Карась Євген Васильович                | ГС «Рух Ветеранів України»            | 15962             |
| 3     | Мазур Анатолій Іванович                | ГО «Демократична Сокира Орди»         | 15765             |
| 4     | Артьомов Сергій Миколайович            | ГС «Рух Ветеранів України»            | 15514             |
| 5     | Бурмістенко Михайло Борисович          | ГО «Астартес»                         | 15011             |
| 6     | Колумбет Антон Сергійович              | ГО «Астартес»                         | 15002             |
| 7     | Карпюк Олександр Андрійович            | ГО «Ксенос»                           | 14821             |
| 8     | Локацька Тетяна Станіславівна (голова) | ГО «Сорорітас»                        | 14526             |
| 9     | Кузьмич Богдан Володимирович           | ГО «Астартес»                         | 14357             |
| 10    | Позман Богдан Юрійович                 | ГО «Ксенос»                           | 14272             |
| 11    | Трофименко Віктор Євгенович            | ГО «Ветеранське Братерство»           | 14231             |
| 12    | Савчук Марк Сергійович                 | ГО «Ксенос»                           | 14214             |
| 13    | Салата Максим Сергійович               | ГО «Ветеранське Братерство»           | 14110             |
| 14    | Мінко Володимир Дмитрович              | ГО «Ветеранське Братерство»           | 14039             |
| 15    | Козаченко Тетяна Анатоліївна           | ГО «Громадський люстраційний комітет» | 6526              |

Повноваження двох членів достроково припинені. У зв'язку з цим 23 вересня 2019 відбулись довибори до РГК.
| Місце | Ім'я                           | Організація                          | Кількість голосів |
| 1     | Ясинський Іван Геннадійович    | ГО «Демократична Сокира Орди»        | 4854              |
| 2     | Медведько Андрій Олександрович | ГО «Спілка ветеранів війни з Росією» | 3902              |

Повноваження одного члена достроково припинені. У зв'язку з цим 28 жовтня 2019 року відбулись довибори до РГК.
| Місце | Ім'я                     | Організація                   | Кількість голосів |
| 1     | Бойко Валерій Васильович | ГО «Демократична Сокира Орди» | 2902              |

#### Склад РГК (2020—2021)
29 травня 2020 року відбулося Інтернет-голосування. Унаслідок аналітичної перевірки протоколу та внутрішніх журналів реєстрації подій системи голосування було виявлено факти, які свідчать про здійснення багаторазового голосування з певної групи пристроїв, що могло призвести до штучного завищення кількості голосів, зокрема мова йде про двох кандидатів від ГО «Рада громадського контролю».
| Місце | Ім'я                             | Організація                     | Кількість голосів |
| 1     | Кузьмич Богдан Володимирович     | ГО «Демократична Сокира Орди»   | 24660             |
| 2     | Савчук Марк Сергійович (голова)  | ГО «Демократична Сокира Орди»   | 24643             |
| 3     | Симоненко Ігор Вікторович        | ГО «Демократична Сокира Орди»   | 24319             |
| 4     | Євтифєєв Валерій Олександрович   | ГО «АСТАРТЕС»                   | 24200             |
| 5     | Божков Денис Анатолійович        | ГО «КСЕНОС»                     | 22688             |
| 6     | Гореславцев Артем Михайлович     | ГО «АСТАРТЕС»                   | 22393             |
| 7     | Іванченко Владислав Юрійович     | ГО «СОРОРІТАС»                  | 22156             |
| 8     | Колодько Тарас Олександрович     | ГО «КСЕНОС»                     | 22101             |
| 9     | Оксимець Богдан Олександрович    | ГО «АСТАРТЕС»                   | 22085             |
| 10    | Прудковських Віктор Вячеславович | ГО «СОРОРІТАС»                  | 21721             |
| 11    | Карась Євген Васильович          | ГС «Рух Ветеранів України»      | 15453             |
| 12    | Діордіца Назар Русланович        | ГО «Рада громадського контролю» | 15384             |
| 13    | Апасов Василь Олександрович      | ГО «Рада громадського контролю» | 14900             |
| 14    | Гніушевич Микола Григорович      | ГС «Рух Ветеранів України»      | 14596             |
| 15    | Сергєєв Кирило Олександрович     | ГС «Рух Ветеранів України»      | 13932             |

11 червня 2020 року на першому засіданні РГК НАБУ більшістю голосів було підтримано виключення Апасова і Діордіци через накрутку голосів, що підтвердила спостережна організація «Електронна демократія».

#### Склад РГК (2024—2026)
10 червня 2024 року відбулося засідання IX складу Ради громадського контролю НАБУ. Загалом у виборах брали участь 23 кандидати. За підсумками онлайн-голосування обрали 15 кандидатів. Результати оголосили 13 червня. 

За повідомленням НАБУ, участь у голосуванні брали 9 057 людей.
| Місце | Ім'я                              | Організація                         | Кількість голосів |
| 1     | Швець Антон Андрійович            | ГО «Ветеранська Сокира»             | 6928              |
| 2     | Даценко Катерина Андріївна        | ГО «Ветеранська Сокира»             | 6829              |
| 3     | Савчук Марк Сергійович            | ГО «Антикорупційна Сокира»          | 6824              |
| 4     | Штанков Микита Володимирович      | ГО «Ветеранська Сокира»             | 6780              |
| 5     | Прудковських Віктор Вячеславович  | ГО «Антикорупційна Сокира»          | 6773              |
| 6     | Ходоловський Єлісей Костянтинович | ГО «Антикорупційна Сокира»          | 6739              |
| 7     | Аксьонов Михайло Юрійович         | ГО «Інститут рівних прав»           | 6684              |
| 8     | Щоголев Дмитро Миколайович        | ГО «Українське правниче товариство» | 6665              |
| 9     | Гаврилюк Юлія Володимирівна       | ГО «Українське правниче товариство» | 6660              |
| 10    | Кальницька Юлія Ігорівна          | ГО «Інститут рівних прав»           | 6589              |
| 11    | Микитюк Антон Сергійович          | ГО «Центр суспільного контролю»     | 6588              |
| 12    | Родіна Аліна Сергіївна            | ГО «Українське правниче товариство» | 6587              |
| 13    | Півненко Володимир Юрійович       | ГО «Інститут рівних прав»           | 6581              |
| 14    | Москвітін Ігор Олегович           | ГО «Центр суспільного контролю»     | 6520              |
| 15    | Чижмарь Василь Юрійович           | ГО «Центр суспільного контролю»     | 6493              |

Головою Ради громадського контролю НАБУ одноголосно обрали Антона Швеця. Його заступником став Антон Микитюк, а секретарем ради — Юлія Гаврилюк.
Також РГК делегувала своїх представників до конкурсних та дисциплінарній комісій НАБУ.
У першій конкурсній комісії працюватимуть Микита Штанков, Катерина Даценко та Ігор Москвітін.

До другої конкурсної комісії входитимуть Юлія Гаврилюк, Володимир Півненко та Михайло Аксьонов.

У дисциплінарній комісії РГК представлятимуть Віктор Прудковських та Василь Чижмарь.
Наступні два роки Рада громадського контролю НАБУ буде у такому складі.